# دیوید کلی (بازیکن فوتبال)
دیوید توماس "ند" کلی (انگلیسی: David Thomas "Ned" Kelly؛ زادهٔ ۲۵ نوامبر ۱۹۶۵) یک بازیکن فوتبال در پست مهاجم اهل جمهوری ایرلند است.

## باشگاهی
از باشگاه‌هایی که در آن بازی کرده‌است می‌توان به وستهام یونایتد، والسال، ساندرلند، باشگاه فوتبال مادرول، شفیلد یونایتد، ولورهمپتون واندرز، نیوکاسل یونایتد، لستر سیتی، باشگاه فوتبال منزفیلد تاون، و باشگاه فوتبال ترانمره راورز اشاره کرد.